# 성가대
성가대(聖歌隊)는 성당과 교회 등에서 예배나 미사에서 성가를 부르기 위하여 조직된 합창단이다. 찬양대라고도 한다.

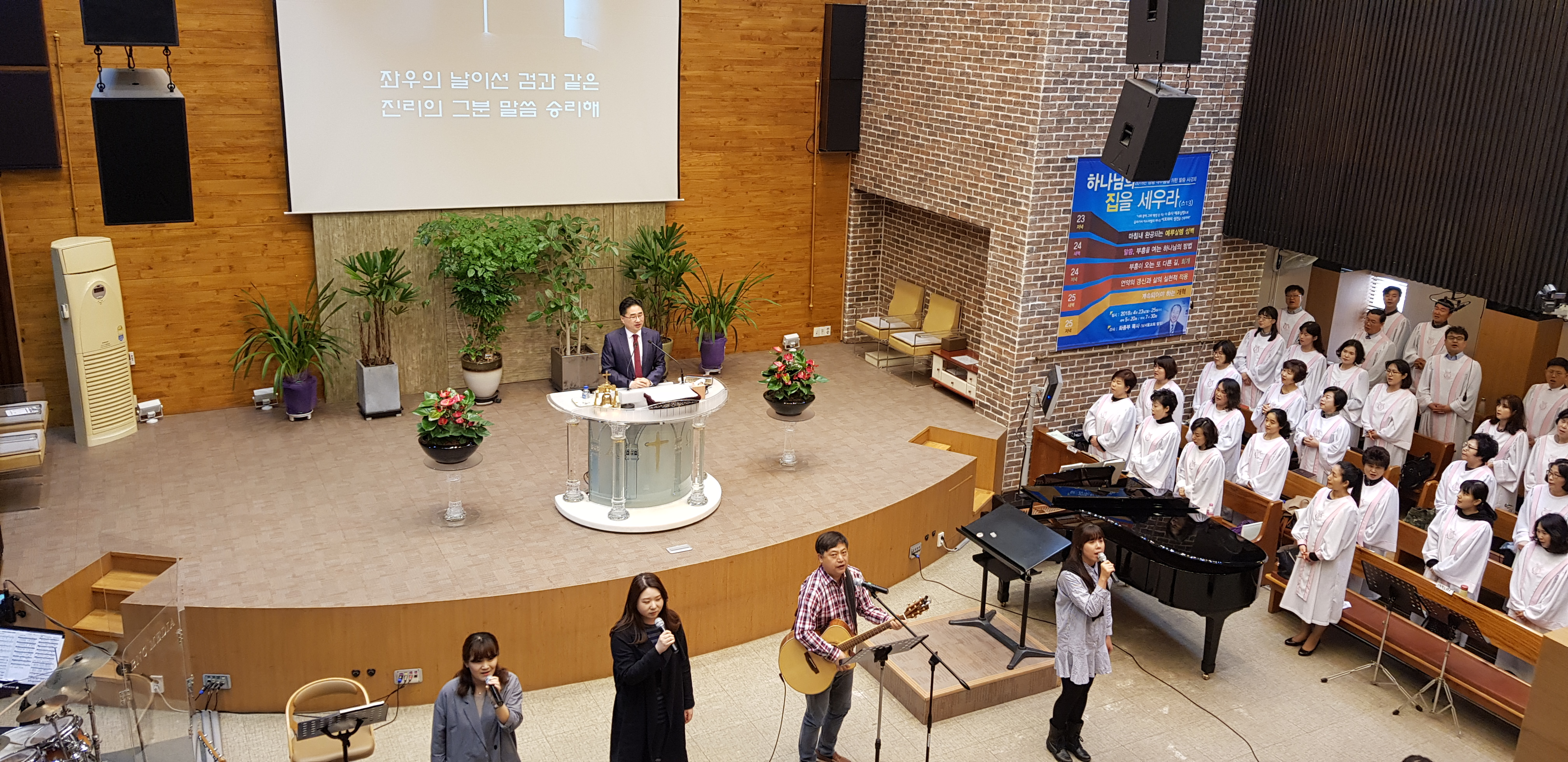
성가대(찬양대) 수원 사명의 교회